# Cap Kamoda
Le cap Kamoda (蒲生田岬, Kamoda-misaki) est un cap situé dans l'est de l'île de Shikoku, à Anan au Japon. Il s'agit du point le plus à l'est de l'île et fait face à l'île Ishima (伊島) dans le canal de Kii.
Le cap fait partie fait partie du parc quasi national de Muroto-Anan Kaigan et la plage de sable au nord est un lieu de ponte pour les tortues caouannes.